# El Castell (Perafita)
El Castell és una masia de Perafita (Lluçanès) declarada Bé Cultural d'Interès Nacional.

## Descripció
Edifici de planta quadrangular amb dues grans torres a cada costat. El cos principal és de planta baixa, dos pisos i terrat. A la planta baixa s'obre una porta d'arc de mig punt adovellat, al primer pis dues finestres geminades amb arcs lobulats i un relleu entre elles, i al segon pis dues finestres allindades. La façana queda rematada per uns merlets. La torre de la dreta està formada per quatre plantes; a la planta baixa s'obre una porta d'arc allindanat i les tres plantes superiors tenen una finestra allindanada. La torre esta coberta amb una teulada a quatre vessants. La torre de l'esquerra té les obertures més petites que l'altre torre i acaba amb una terrassa amb merlets i en una cantonada hi ha annexada una petita torreta circular amb coberta conoidal. Aquest edifici està construït sobre l'antic mas conegut amb el nom de Mas Puig.
Una de les llindes que hi ha a l'edifici, que fa 40 centímetres d'amplada i un metre de llargada, està decorada amb motius geomètrics, fent una combinació de rodones amb rectangles, i té dos forats quadrats on hi havia dues bigues.

## Història
Aquest castell, construït a finals del segle xix seguint esquemes neomedievals, es fa fer on hi havia el mas Puig, documentat des del segle xiii.